# Plastron (Biologie)
Ein Plastron (m. oder n.), auch inkompressible Gaskieme genannt, ist ein Luftfilm, der sich an der Körperoberfläche von wasserlebenden Insekten bildet. Gehalten wird dieser Film durch speziell gestaltete Außenflächen des Körpers oder durch feine, wasserabweisende Haare auf der Körperoberfläche. Die hydrophoben Strukturen besitzen an der Spitze einen leichten Knick. Auf diese Weise wird eine Oberflächenspannung gebildet, die ein Verdrängen der Luft durch das Wasser verhindert. Den Luftnachschub erhält die Gaskieme entweder an der Wasseroberfläche oder durch Diffusion aus dem umgebenden Wasser. Plastron-Träger müssen zum Luftholen also nicht notwendigerweise an die Wasseroberfläche kommen, sondern bleiben oft zeitlebens unter Wasser. Hier liegt der Hauptunterschied zur physikalischen Kieme, die immer einen Luftnachschub von der Oberfläche benötigt.
Zu finden ist das Plastron bei verschiedenen Insektengruppen, etwa bei den Grundwanzen (Aphelocheiridae), den Hakenkäfern (Dryopidae und Elmidae, den Jochkäfern (Scirtidae) und verschiedenen Rüsselkäfern, nicht aber bei Spinnen der Art Wasserspinne (Argyroneta aquatica).
Eine besondere Form des Plastron bildet die Spirakulumkieme, welche bei verschiedenen wasserlebenden Zweiflügler-Puppen vorkommt (beispielsweise bei den Lidmücken (Blephariceridae), den Schnaken (Tipulidae) oder den Kriebelmücken (Simuliidae)). Hier wird die lufthaltende Struktur durch ein Lamellenmuster gebildet.
Die Puppen der Wasserschlupfwespe (Agriotypus armatus) leben im Köcher einer Köcherfliegenpuppe (Trichoptera). Sie sind in ihrem Kokon von Luft umgeben und haben ein zungenförmiges, luftgefülltes Atemband (ca. 10 bis 30 mm lang), das im Wasser flotiert und der Plastronatmung dient.